# Antepione newesata
Antepione newesata är en fjärilsart som beskrevs av Sperry 1948. Antepione newesata ingår i släktet Antepione och familjen mätare. Inga underarter finns listade i Catalogue of Life.